# Mistrzostwa Świata w Skokach na Trampolinie 1965
2. Mistrzostwa świata w skokach na trampolinie – odbyły się one 30 stycznia 1965 roku w sali koncertowej Royal Albert Hall w Londynie. Tabelę medalową zawodów zdominowali gimnastycy reprezentujący Stany Zjednoczone (wygrali wszystkie konkurencje). Po raz pierwszy w historii rozegrano konkurencję tumblingu. Zawody zorganizowała utworzona rok wcześniej po pierwszej edycji mistrzostw świata – Międzynarodowa Federacja Skoków na Trampolinie (Fédération Internationale de Trampoline; FIT) przy współpracy z brytyjskim związkiem gimnastycznym British Amateur Gymnastics Association (BAGA) i przedsiębiorstwem sponsorującym zawody – Nissen Trampoline Corporation.

## Medaliści

### Trampolina mężczyzn
| Medal | Państwo           | Gimnastyk     |
| ----- | ----------------- | ------------- |
|       | Stany Zjednoczone | Gary Erwin    |
|       | Stany Zjednoczone | Frank Schmitz |
|       | Stany Zjednoczone | Wayne Miller  |

### Tumbling mężczyzn
| Medal | Państwo           | Gimnastyk     |
| ----- | ----------------- | ------------- |
|       | Stany Zjednoczone | Frank Schmitz |
|       | Anglia            | Jimmy Wilson  |
|       | Anglia            | Barry Benn    |
|       | Walia             | Peter Davies  |

### Trampolina kobiet
| Medal | Państwo           | Gimnastyczka   |
| ----- | ----------------- | -------------- |
|       | Stany Zjednoczone | Judy Wills     |
|       | Stany Zjednoczone | Beverly Averyt |
|       | Stany Zjednoczone | Nancy Smith    |

### Tumbling kobiet
| Medal | Państwo           | Gimnastyczka     |
| ----- | ----------------- | ---------------- |
|       | Stany Zjednoczone | Judy Wills       |
|       | Stany Zjednoczone | Barbara Galleger |
|       | Stany Zjednoczone | Beverly Averyt   |

### Trampolina synchronizacyjnie – zawody mieszane
| Medal | Państwo           | Gimnastycy                    |
| ----- | ----------------- | ----------------------------- |
|       | Stany Zjednoczone | Gary Erwin Frank Schmitz      |
|       | RFN               | Helga Flohl Michael Budenberg |
|       | Anglia            | Lynda Ball Barbara John       |

#### Tabela medalowa
| Poz. | Państwo           |   |   |   |   |
| ---- | ----------------- | - | - | - | - |
| 1    | Stany Zjednoczone | 5 | 1 | 2 | 8 |
| 2    | Anglia            | 0 | 1 | 1 | 2 |
| 2    | RFN               | 0 | 1 | 0 | 1 |
| 3    | Walia             | 0 | 0 | 1 | 1 |